# HTC Dragon
De HTC Dragon is een smartphone die ontwikkeld wordt door het Taiwanese merk HTC. De smartphone draait op het besturingssysteem Android 1.5 met HTC Sense als grafische schil. Het toestel heeft nagenoeg dezelfde hardware als de HTC HD2. Het enige verschil is dat de HTC Dragon op Android 1.5 loopt en de HTC HD2 op Windows Mobile 6.5. Het toestel zal in de loop van 2010 in Europese landen verkrijgbaar zijn. In oktober 2009 lekten er foto's uit van het toestel.